# Eleição presidencial na Argentina em 2023
A eleição presidencial na Argentina em 2023 foi realizada no dia 22 de outubro de 2023 para eleger o presidente e o vice-presidente da nação. Simultaneamente ocorreu a eleição parlamentar, em todas as províncias, e senatorial, em 8 províncias. Concomitante, ao nível das províncias, também ocorreu a eleição de 21 governadores, assim como a do chefe de governo da Cidade Autônoma de Buenos Aires.
O então presidente Alberto Fernández era elegível para disputar pela sua reeleição, mas, por conta da sua baixíssima popularidade, foi anunciado que não iria se candidatar em abril de 2023. A ex-presidente e atual vice-presidente Cristina Kirchner (eleita em 2007 e reeleita em 2011) e o ex-presidente Mauricio Macri (eleito em 2015) também eram elegíveis para um próximo mandato, porém, ambos afirmaram que não iriam se candidatar.
Nos resultados do primeiro turno, o candidato governista da União pela Pátria (UP), Sérgio Massa, acabou de forma inesperada ficando em primeiro lugar com 36% dos votos, seguido pelo segundo colocado do Liberdade Avança, Javier Milei, que obteve quase 30% dos votos. O resultado foi considerado uma surpresa, visto que a inflação estava quase aos 140% durante a gestão de Massa como ministro da Economia, mas por outro lado, seu afastamento com o kirchnerismo e admissão da má gestão econômica do país poderiam ser alguns dos fatores que contribuíram para seu ganho de votos no primeiro turno.  No segundo turno, outros oponentes de Massa e anti-peronistas, como Patricia Bullrich e Mauricio Macri, declararam apoio a Milei. Após a apuração dos votos, Javier Milei foi eleito com 55% do eleitorado, superando os 44% dos votos de Sergio Massa.

## Contexto
Os dois primeiros anos da presidência de Alberto Fernández foram limitados pela pandemia de COVID-19 na Argentina, durante os quais ele impôs medidas rígidas de isolamento na tentativa de conter a propagação da doença e uma crise econômica herdada de seu antecessor.
Enquanto a economia se recuperou entre 2021 e 2022, a inflação subiu para 100%, com taxas acima de 10% ao mês, a maior desde 1991.Seus índices de aprovação têm sido consistentemente baixos ao longo de sua presidência, apenas em algumas ocasiões determinou acima de 50% de aprovação, com índices de desaprovação variando de 60% a 80%.
Segundo o jornal britânico The Economist, Fernández é considerado "um presidente sem plano", e sua presidência uma "administração fraca", em alusão à sua falta de independência na tomada de decisões. Em vez disso, suas decisões são fortemente influenciadas pela vice-presidente e ex-presidente Cristina Kirchner, também líder da coalizão governista, a quem o próprio Fernández descreveu como uma "fonte permanente de consulta". 
As eleições legislativas de 2021 resultaram em pesadas perdas para o partido no poder, que perdeu a maioria nas duas câmaras do Congresso. Observadores atribuíram a perda à raiva generalizada com a alta inflação e o aumento da pobreza. Isso levou à crise política de 2022 que causou instabilidade dentro do Poder Executivo, com a renúncia de altos funcionários. 

## Sistema eleitoral
A eleição para presidente foi realizada por uma versão modificada do sistema de dois turnos. Um candidato pode ganhar a presidência em um único turno ganhando 45% dos votos ou se ganhar 40% dos votos e terminar 10 pontos percentuais à frente do segundo colocado. Se nenhum candidato atingir nenhum dos limites, um segundo turno ocorre entre os dois candidatos mais votados. O voto é obrigatório para os cidadãos entre os 18 e os 70 anos, com o sufrágio estendido aos jovens de 16 e 17 anos, embora não seja obrigatório.

## Calendário eleitoral
| Data                | Evento |
| ------------------- | --- |
| 14 de junho         | Término do prazo para formar alianças nacionais. |
| 19 de junho         | Expiração do prazo para atribuição de cores às cédulas eleitorais. |
| 22 de junho         | Expiração do prazo para designação de procurador eleitoral por grupo político. |
| 24 de junho         | Expiração do prazo para apresentação das listas de pré-candidatos e respectivas cédulas. Início da campanha eleitoral para o PASO.                                                           |
| 9 de julho          | Início da campanha eleitoral em meios audiovisuais. |
| 19 de julho         | Proibição de atos públicos por parte do governo. |
| 5 de agosto         | Início da proibição de divulgação de pesquisas e previsões eleitorais. |
| 11 de agosto 08:00  | Fim da campanha eleitoral |
| 13 de agosto        | Eleições primarias |
| 2 de setembro       | Fim do prazo para inscrição de candidatos proclamado no PASO. início formal da campanha eleitoral para as eleições gerais.                                                                   |
| 17 de setembro      | Início da campanha eleitoral em meios audiovisuais. |
| 27 de setembro      | Proibição de atos públicos por parte do governo. |
| 1 de outubro        | Debate presidencial obrigatório: 1ª instância |
| 8 de outubro        | Debate presidencial obrigatório: 2ª instância |
| 14 de outubro       | Início da proibição de divulgação de pesquisas e previsões eleitorais. |
| 20 de outubro 08:00 | Fim da campanha eleitoral. |
| 22 de outubro       | Eleições presidenciais |
| 24 de outubro       | Início do escrutínio final das eleições gerais. |
| 3 de novembro       | Expiração do prazo para realizar o escrutínio definitivo e comunicar o resultado ao Senado da Nação.                                                                                         |
| 12 de novembro      | Debate presidencial obrigatório (em caso de votação ou segundo turno). |
| 19 de novembro      | Recontagem ou segundo turno, caso o candidato mais votado não tenha obtido mais de 45% dos votos nem tenha obtido mais de 40% de votos com mais de 10% de vantagem sobre o segundo colocado. |
| 10 de dezembro      | Posse do presidente eleito |

## Candidatos presidenciais

### Candidatos aprovados pelas eleições primárias (PASO)[28][29]
| Aliança eleitoral | Aliança eleitoral                                | Candidato a presidente | Partido | Partido                               | Candidato a vice-presidente | Partido | Partido                                  | Ref.                               |
| ----------------- | ------------------------------------------------ | ---------------------- | ------- | ------------------------------------- | --------------------------- | ------- | ---------------------------------------- | ---------------------------------- |
|                   | A Liberdade Avança                               | Javier Milei           |         | Partido Libertário                    | Victoria Villarruel         |         | Partido Demócrata                        | [ 30 ] [ 31 ]                      |
|                   | A Liberdade Avança                               |                        |         | Partido Libertário                    |                             |         | Partido Demócrata                        | [ 30 ] [ 31 ]                      |
|                   | União pela Patria                                | Sergio Massa           |         | Frente Renovador                      | Agustín Rossi               |         | Partido Justicialista                    | [ 30 ] [ 32 ] [ 33 ] [ 34 ]        |
|                   | União pela Patria                                |                        |         | Frente Renovador                      |                             |         | Partido Justicialista                    | [ 30 ] [ 32 ] [ 33 ] [ 34 ]        |
|                   | Juntos pela Mudança                              | Patricia Bullrich      |         | Proposta Republicana                  | Luis Petri                  |         | União Cívica Radical                     | [ 30 ] [ 34 ] [ 35 ] [ 36 ]        |
|                   | Juntos pela Mudança                              |                        |         | Proposta Republicana                  |                             |         | União Cívica Radical                     | [ 30 ] [ 34 ] [ 35 ] [ 36 ]        |
|                   | Hacemos por Nuestro País                         | Juan Schiaretti        |         | Partido Justicialista                 | Florencio Randazzo          |         | Frente H.A.C.E.R. por el Progreso Social | [ 30 ] [ 37 ] [ 38 ]               |
|                   | Hacemos por Nuestro País                         |                        |         | Partido Justicialista                 |                             |         | Frente H.A.C.E.R. por el Progreso Social | [ 30 ] [ 37 ] [ 38 ]               |
|                   | Frente de Esquerda e dos Trabalhadores - Unidade | Myriam Bregman         |         | Partido dos Trabalhadores Socialistas | Nicolás del Caño            |         | Partido dos Trabalhadores Socialistas    | [ 30 ] [ 34 ] [ 39 ] [ 40 ] [ 41 ] |
|                   | Frente de Esquerda e dos Trabalhadores - Unidade |                        |         | Partido dos Trabalhadores Socialistas |                             |         | Partido dos Trabalhadores Socialistas    | [ 30 ] [ 34 ] [ 39 ] [ 40 ] [ 41 ] |

### Candidatos derrotados em uma aliança eleitoral vencedora nas eleições primárias (PASO)[28][29]
| Aliança eleitoral | Aliança eleitoral                                | Candidato a presidente    | Partido | Partido              | Candidato a vice-presidente | Partido | Partido                                   | Ref.                        |
| ----------------- | ------------------------------------------------ | ------------------------- | ------- | -------------------- | --------------------------- | ------- | ----------------------------------------- | --------------------------- |
|                   | União pela Patria                                | Juan Grabois              |         | Frente Patria Grande | Paula Abal Medina           |         | Frente Patria Grande                      | [ 30 ] [ 42 ] [ 43 ] [ 44 ] |
|                   | União pela Patria                                |                           |         | Frente Patria Grande |                             |         | Frente Patria Grande                      | [ 30 ] [ 42 ] [ 43 ] [ 44 ] |
|                   | Juntos pela Mudança                              | Horacio Rodríguez Larreta |         | Proposta Republicana | Gerardo Morales             |         | União Cívica Radical                      | [ 30 ] [ 45 ] [ 46 ] [ 34 ] |
|                   | Juntos pela Mudança                              |                           |         | Proposta Republicana |                             |         | União Cívica Radical                      | [ 30 ] [ 45 ] [ 46 ] [ 34 ] |
|                   | Frente de Esquerda e dos Trabalhadores - Unidade | Gabriel Solano            |         | Partido Obrero       | Vilma Ripoll                |         | Movimiento Socialista de los Trabajadores | [ 30 ] [ 34 ] [ 40 ] [ 41 ] |
|                   | Frente de Esquerda e dos Trabalhadores - Unidade |                           |         | Partido Obrero       |                             |         | Movimiento Socialista de los Trabajadores | [ 30 ] [ 34 ] [ 40 ] [ 41 ] |

### Derrotados nas eleições primárias (PASO)[28][29]
| Aliança eleitoral          | Aliança eleitoral                        | Candidato a presidente    | Partido                                  | Partido                                  | Candidato a vice-presidente    | Partido                                  | Partido                                  | Ref.                 |
| -------------------------- | ---------------------------------------- | ------------------------- | ---------------------------------------- | ---------------------------------------- | ------------------------------ | ---------------------------------------- | ---------------------------------------- | -------------------- |
|                            | Nuevo Movimiento al Socialismo           | Manuela Castañeira        |                                          | Nuevo Movimiento al Socialismo           | Lucas Ruiz                     |                                          | Nuevo Movimiento al Socialismo           | [ 30 ] [ 47 ]        |
|                            | Nuevo Movimiento al Socialismo           |                           |                                          | Nuevo Movimiento al Socialismo           |                                |                                          | Nuevo Movimiento al Socialismo           | [ 30 ] [ 47 ]        |
|                            | Movimiento Libres del Sur                | Jesús Arnaldo Escobar     |                                          | Movimiento Libres del Sur                | Marianella Lezama Hid          |                                          | Movimiento Libres del Sur                | [ 30 ]               |
|                            | Movimiento Libres del Sur                |                           |                                          | Movimiento Libres del Sur                |                                |                                          | Movimiento Libres del Sur                | [ 30 ]               |
|                            | Princípios e Valores                     | Guillermo Moreno          |                                          | Princípios e Valores                     | Leonardo Fabre                 |                                          | Princípios e Valores                     | [ 30 ] [ 48 ]        |
|                            | Princípios e Valores                     |                           |                                          | Princípios e Valores                     |                                |                                          | Princípios e Valores                     | [ 30 ] [ 48 ]        |
| Eliodoro Martínez          | Princípios e Valores                     |                           | Ação pela República                      | Vicente Souto                            |                                | Ação pela República                      | [ 28 ] [ 29 ]                            |                      |
|                            | Princípios e Valores                     |                           | Ação pela República                      |                                          |                                | Ação pela República                      | [ 28 ] [ 29 ]                            |                      |
| Paula Arias                | Princípios e Valores                     |                           | Partido Trabalhista                      | Walter Vera                              |                                | Partido Trabalhista                      | [ 28 ] [ 29 ]                            |                      |
|                            | Princípios e Valores                     |                           | Partido Trabalhista                      |                                          |                                | Partido Trabalhista                      | [ 28 ] [ 29 ]                            |                      |
| Jorge Eduardo Oliver       | Princípios e Valores                     |                           | Grupo Três Bandeiras                     | Ezequiel Britos San Martin               |                                | Grupo Três Bandeiras                     | [ 28 ] [ 29 ]                            |                      |
|                            | Princípios e Valores                     |                           | Grupo Três Bandeiras                     |                                          |                                | Grupo Três Bandeiras                     | [ 28 ] [ 29 ]                            |                      |
| Carina Paola Bartolini     | Princípios e Valores                     |                           | Partido Justicialista                    | Mabel Gómez                              |                                | Partido Justicialista                    | [ 28 ] [ 29 ]                            |                      |
|                            | Princípios e Valores                     |                           | Partido Justicialista                    |                                          |                                | Partido Justicialista                    | [ 28 ] [ 29 ]                            |                      |
|                            | Política Obrera                          | Marcelo Ramal             |                                          | Política Obrera                          | Patricia Urones                |                                          | Política Obrera                          | [ 30 ] [ 49 ]        |
|                            | Política Obrera                          |                           |                                          | Política Obrera                          |                                |                                          | Política Obrera                          | [ 30 ] [ 49 ]        |
|                            | Movimiento Izquierda Juventud y Dignidad | Raúl Castells             |                                          | Movimiento Izquierda Juventud y Dignidad | Adriana Reinoso                |                                          | Movimiento Izquierda Juventud y Dignidad | [ 30 ] [ 50 ]        |
|                            | Movimiento Izquierda Juventud y Dignidad |                           |                                          | Movimiento Izquierda Juventud y Dignidad |                                |                                          | Movimiento Izquierda Juventud y Dignidad | [ 30 ] [ 50 ]        |
| Santiago Cúneo             | Movimiento Izquierda Juventud y Dignidad |                           | Movimiento Izquierda Juventud y Dignidad | Gustavo Barranco                         |                                | Movimiento Izquierda Juventud y Dignidad | [ 30 ] [ 50 ] [ 51 ]                     |                      |
|                            | Movimiento Izquierda Juventud y Dignidad |                           | Movimiento Izquierda Juventud y Dignidad |                                          |                                | Movimiento Izquierda Juventud y Dignidad | [ 30 ] [ 50 ] [ 51 ]                     |                      |
|                            | Frente Liber.ar                          | Nazareno Etchepare        |                                          | DEMOS                                    | Fernando Lorenzo               |                                          | DEMOS                                    | [ 30 ] [ 52 ]        |
|                            | Frente Liber.ar                          |                           |                                          | DEMOS                                    |                                |                                          | DEMOS                                    | [ 30 ] [ 52 ]        |
| Ramiro Vasena              | Frente Liber.ar                          |                           | Reconquista                              | Victor Lagonegro                         |                                | Reconquista                              | [ 28 ] [ 29 ]                            |                      |
|                            | Frente Liber.ar                          |                           | Reconquista                              |                                          |                                | Reconquista                              | [ 28 ] [ 29 ]                            |                      |
| Julio Bárbaro              | Frente Liber.ar                          |                           |                                          | Ramona Pucheta                           |                                |                                          | [ 30 ] [ 52 ]                            |                      |
|                            | Frente Liber.ar                          |                           |                                          |                                          |                                |                                          | [ 30 ] [ 52 ]                            |                      |
|                            | Proyecto Joven                           | Mempo Giardinelli         |                                          | Paz, Democracia e Soberania              | Bárbara Mara Solernou Gallardo |                                          | Paz, Democracia e Soberania              | [ 30 ]               |
|                            | Proyecto Joven                           |                           |                                          | Paz, Democracia e Soberania              |                                |                                          | Paz, Democracia e Soberania              | [ 30 ]               |
| Reina Xiomara Ibañez       | Proyecto Joven                           |                           | TODEX                                    | Gonzalo Rodrigo Ibarra                   |                                | TODEX                                    | [ 28 ] [ 29 ]                            |                      |
|                            | Proyecto Joven                           |                           | TODEX                                    |                                          |                                | TODEX                                    | [ 28 ] [ 29 ]                            |                      |
| Martin Miguel Ayerbe Ortiz | Proyecto Joven                           |                           |                                          | Hugo Mauricio Ezequiel Rodriguez         |                                |                                          | [ 28 ] [ 29 ]                            |                      |
|                            | Proyecto Joven                           |                           |                                          |                                          |                                |                                          | [ 28 ] [ 29 ]                            |                      |
|                            | Frente Patriota Federal                  | Alejandro César Biondini  |                                          | Frente Patriota Federal                  | Mariel Avendaño                |                                          | Frente Patriota Federal                  | [ 30 ] [ 53 ] [ 54 ] |
|                            | Frente Patriota Federal                  |                           |                                          | Frente Patriota Federal                  |                                |                                          | Frente Patriota Federal                  | [ 30 ] [ 53 ] [ 54 ] |
|                            | Movimiento de Accion Vecinal             | Raúl Humberto Albarracín  |                                          | Movimiento de Accion Vecinal             | Sergio Pastore                 |                                          | Movimiento de Accion Vecinal             | [ 28 ] [ 29 ]        |
|                            | Movimiento de Accion Vecinal             |                           |                                          | Movimiento de Accion Vecinal             |                                |                                          | Movimiento de Accion Vecinal             | [ 28 ] [ 29 ]        |
|                            | Union del Centro Democratico             | Andres Gabriel Passamonti |                                          | Union del Centro Democratico             | Pamela Fernandez               |                                          | Union del Centro Democratico             | [ 28 ] [ 29 ]        |
|                            | Union del Centro Democratico             |                           |                                          | Union del Centro Democratico             |                                |                                          | Union del Centro Democratico             | [ 28 ] [ 29 ]        |

## Resultados (DINE)

Mapa eleitoral no primeiro turno

| Aliança Eleitoral | Aliança Eleitoral            | Candidato a Presidente     | Candidato a vice-presidente | PASO      | PASO   | PASO  | 1º Turno  | 1º Turno | 2º Turno   | 2º Turno |
| Aliança Eleitoral | Aliança Eleitoral            | Candidato a Presidente     | Candidato a vice-presidente | Votos     | %      | Apto? | Votos     | %        | Votos      | %        |
| ----------------- | ---------------------------- | -------------------------- | --------------------------- | --------- | ------ | ----- | --------- | -------- | ---------- | -------- |
|                   |                              | Javier Milei               | Victoria Villarruel         | 7.352.244 | 29,86% |       | 7.884.336 | 29,98%   | 14.554.560 | 55,65%   |
|                   |                              | Sergio Massa               | Agustín Rossi               | 5.277.538 | 21,43% | Sim   | 9.645.983 | 36,68%   | 11.598.720 | 44,35%   |
|                   |                              | Patricia Bullrich          | Luis Petri                  | 4.139.566 | 16,81% | Sim   | 6.267.152 | 23,83%   |            |          |
|                   |                              | Juan Schiaretti            | Florencio Randazzo          | 914.812   | 3,71%  | Sim   | 1.784.315 | 6,78%    |            |          |
|                   |                              | Myriam Bregman             | Nicolás del Caño            | 451.275   | 1,83%  | Sim   | 709.932   | 2,70%    |            |          |
|                   |                              | Horacio Rodríguez Larreta  | Gerardo Morales             | 2.756.375 | 11,19% | Não   |           |          |            |          |
|                   |                              | Juan Grabois               | Paula Abal Medina           | 1.441.504 | 5,85%  | Não   |           |          |            |          |
|                   |                              | Gabriel Solano             | Vilma Ripoll                | 191.498   | 0,78%  | Não   |           |          |            |          |
|                   |                              | Guillermo Moreno           | Leonardo Fabre              | 189.756   | 0,77%  | Não   |           |          |            |          |
|                   |                              | Jesús Arnaldo Escobar      | Marianella Lezama Hid       | 158.840   | 0,65%  | Não   |           |          |            |          |
|                   |                              | Manuela Castañeira         | Lucas Ruiz                  | 87.681    | 0,36%  | Não   |           |          |            |          |
|                   |                              | Marcelo Ramal              | Patricia Urones             | 64.213    | 0,26%  | Não   |           |          |            |          |
|                   |                              | Santiago Cúneo             | Gustavo Barranco            | 57.754    | 0,23%  | Não   |           |          |            |          |
|                   |                              | Alejandro César Biondini   | Mariel Avendaño             | 51.850    | 0,21%  | Não   |           |          |            |          |
|                   | Movimiento de Accion Vecinal | Raúl Humberto Albarracín   | Sergio Pastore              | 43.480    | 0,18%  | Não   |           |          |            |          |
|                   |                              | Raúl Castells              | Adriana Reinoso             | 26.607    | 0,11%  | Não   |           |          |            |          |
|                   |                              | Ramiro Eduardo Vasena      | Victor Lagonegro            | 12.990    | 0,05%  | Não   |           |          |            |          |
|                   | Union del Centro Democratico | Andres Gabriel Passamonti  | Pamela Fernandez            | 12.041    | 0,05%  | Não   |           |          |            |          |
|                   | Proyecto Joven               | Oscar Giardinelli          | Bárbara Solernou Gallardo   | 11.944    | 0,05%  | Não   |           |          |            |          |
|                   | Proyecto Joven               | Martin Miguel Ayerbe Ortiz | Hugo Mauricio Rodriguez     | 8.829     | 0,04%  | Não   |           |          |            |          |
|                   |                              | Nazareno Gabriel Etchepare | Fernando Lorenzo            | 7.732     | 0,03%  | Não   |           |          |            |          |
|                   | Proyecto Joven               | Reina Xiomara Ibañez       | Gonzalo Rodrigo Ibarra      | 3.531     | 0,01%  | Não   |           |          |            |          |
|                   |                              | Julio Donato Bárbaro       | Ramona Pucheta              | 2.832     | 0,01%  | Não   |           |          |            |          |
|                   |                              | Eliodoro Martínez          | Vicente Souto               | 2.516     | 0,01%  | Não   |           |          |            |          |
|                   |                              | Paula Lorena Arias         | Walter Vera                 | 1.507     | 0,01%  | Não   |           |          |            |          |
|                   |                              | Jorge Eduardo Oliver       | Ezequiel Britos San Martin  | 197       | 0,00%  | Não   |           |          |            |          |
|                   |                              | Carina Paola Bartolini     | Mabel Gomez                 | 184       | 0,00%  | Não   |           |          |            |          |

## Congresso

### Câmara dos Deputados
Os 257 membros da Câmara dos Deputados são eleitos por representação proporcional em 24 círculos eleitorais plurianuais baseados nas províncias (mais a cidade de Buenos Aires). Os assentos são alocados usando o método d'Hondt com um limite eleitoral de 3%. Nesta eleição, 130 das 257 cadeiras estão em processo de renovação para um mandato de quatro anos.
| Província              | Total assentos | Assentos em jogo |
| ---------------------- | -------------- | ---------------- |
| Buenos Aires           | 70             | 35               |
| Cidade de Buenos Aires | 25             | 12               |
| Catamarca              | 5              | 2                |
| Chaco                  | 7              | 3                |
| Chubut                 | 5              | 3                |
| Córdoba                | 18             | 9                |
| Corrientes             | 7              | 4                |
| Entre Ríos             | 9              | 4                |
| Formosa                | 5              | 3                |
| Jujuy                  | 6              | 3                |
| La Pampa               | 5              | 2                |
| La Rioja               | 5              | 3                |
| Mendoza                | 10             | 5                |
| Misiones               | 7              | 4                |
| Neuquén                | 5              | 2                |
| Rio Negro              | 5              | 3                |
| Salta                  | 7              | 4                |
| São João               | 6              | 3                |
| San Luis               | 5              | 2                |
| Santa Cruz             | 5              | 2                |
| Santa Fé               | 19             | 10               |
| Santiago del Estero    | 7              | 4                |
| Terra do Fogo          | 5              | 3                |
| Tucumán                | 9              | 5                |
| Total                  | 257            | 130              |

| Province            | Deputy                               | Party | Party                           |
| ------------------- | ------------------------------------ | ----- | ------------------------------- |
| Buenos Aires        | Juan Carlos Alderete                 |       | Frente de Todos                 |
| Buenos Aires        | Alicia Noemí Aparicio                |       | Frente de Todos                 |
| Buenos Aires        | Alberto Asseff                       |       | PRO                             |
| Buenos Aires        | Karina Banfi                         |       | UCR                             |
| Buenos Aires        | Miguel Ángel Bazze                   |       | UCR                             |
| Buenos Aires        | Lisandro Bormioli                    |       | Frente de Todos                 |
| Buenos Aires        | Graciela Camaño                      |       | Bonaerense Identity             |
| Buenos Aires        | Camila Crescimbeni                   |       | PRO                             |
| Buenos Aires        | Federico Fagioli                     |       | Frente de Todos                 |
| Buenos Aires        | Mónica Frade                         |       | Civic Coalition                 |
| Buenos Aires        | Raúl Sebastián García De Luca        |       | Federal Encounter               |
| Buenos Aires        | Leonardo Grosso                      |       | Frente de Todos                 |
| Buenos Aires        | Ramiro Gutiérrez                     |       | Frente de Todos                 |
| Buenos Aires        | María de las Mercedes Joury          |       | PRO                             |
| Buenos Aires        | Máximo Carlos Kirchner               |       | Frente de Todos                 |
| Buenos Aires        | Florencia Lampreabe                  |       | Frente de Todos                 |
| Buenos Aires        | María Jimena López                   |       | Frente de Todos                 |
| Buenos Aires        | Silvia Gabriela Lospennato           |       | PRO                             |
| Buenos Aires        | María Rosa Martínez                  |       | Frente de Todos                 |
| Buenos Aires        | Cecilia Moreau                       |       | Frente de Todos                 |
| Buenos Aires        | Claudia Beatriz Ormachea             |       | Frente de Todos                 |
| Buenos Aires        | María Luján Rey                      |       | PRO                             |
| Buenos Aires        | Cristian Adrián Ritondo              |       | PRO                             |
| Buenos Aires        | Alejandro "Topo" Rodríguez           |       | Bonaerense Identity             |
| Buenos Aires        | Carlos Américo Selva                 |       | Frente de Todos                 |
| Buenos Aires        | Natalia Marcela Souto                |       | Frente de Todos                 |
| Buenos Aires        | Mariana Stilman                      |       | Civic Coalition                 |
| Buenos Aires        | Luis Rodolfo Tailhade                |       | Frente de Todos                 |
| Buenos Aires        | Pablo Torello                        |       | PRO                             |
| Buenos Aires        | Waldo Ezequiel Wolff                 |       | PRO                             |
| Buenos Aires        | Liliana Patricia Yambrún             |       | Frente de Todos                 |
| Buenos Aires        | Lucio Yapor                          |       | Frente de Todos                 |
| Buenos Aires        | Natalia Zaracho                      |       | Frente de Todos                 |
| Buenos Aires City   | Mara Brawer                          |       | Frente de Todos                 |
| Buenos Aires City   | Maximiliano Carlos Francisco Ferraro |       | Civic Coalition                 |
| Buenos Aires City   | Álvaro Gustavo González              |       | PRO                             |
| Buenos Aires City   | Itai Hagman                          |       | Frente de Todos                 |
| Buenos Aires City   | María Dolores Martínez               |       | Radical Evolution               |
| Buenos Aires City   | Victoria Morales Gorleri             |       | PRO                             |
| Buenos Aires City   | Paula Andrea Penacca                 |       | Frente de Todos                 |
| Buenos Aires City   | Dina Esther Rezinovsky               |       | PRO                             |
| Buenos Aires City   | Pablo Gabriel Tonelli                |       | PRO                             |
| Buenos Aires City   | Eduardo Félix Valdés                 |       | Frente de Todos                 |
| Buenos Aires City   | Emiliano Benjamín Yacobitti          |       | Radical Evolution               |
| Buenos Aires City   | Mariana de Jesús Zuvic               |       | Civic Coalition                 |
| Catamarca           | Anahí Costa                          |       | Frente de Todos                 |
| Catamarca           | Rubén Manzi                          |       | Civic Coalition                 |
| Chaco               | Gerardo Cipolini                     |       | Radical Evolution               |
| Chaco               | Aldo Adolfo Leiva                    |       | Frente de Todos                 |
| Chaco               | María Lucila Masin                   |       | Frente de Todos                 |
| Chubut              | Estela Beatriz Hernández             |       | Frente de Todos                 |
| Chubut              | Santiago Nicolás Igon                |       | Frente de Todos                 |
| Chubut              | Matías Taccetta                      |       | PRO                             |
| Córdoba             | Soher El Sukaria                     |       | PRO                             |
| Córdoba             | Gabriela Beatriz Estévez             |       | Frente de Todos                 |
| Córdoba             | Eduardo Gabriel Fernández            |       | Frente de Todos                 |
| Córdoba             | Carlos Mario Gutiérrez               |       | Federal Córdoba                 |
| Córdoba             | Marcos Carasso                       |       | UCR                             |
| Córdoba             | Leonor María Martínez Villada        |       | Civic Coalition                 |
| Córdoba             | Mario Raúl Negri                     |       | UCR                             |
| Córdoba             | Víctor Hugo Romero                   |       | UCR                             |
| Córdoba             | Adriana Noemí Ruarte                 |       | PRO                             |
| Corrientes          | Fabián Borda                         |       | Frente de Todos                 |
| Corrientes          | Ingrid Jetter                        |       | PRO                             |
| Corrientes          | Nancy Aracely Sand Giorasi           |       | Frente de Todos                 |
| Corrientes          | Jorge Vara                           |       | UCR                             |
| Entre Ríos          | Marcelo Pablo Casaretto              |       | Frente de Todos                 |
| Entre Ríos          | Gustavo René Hein                    |       | PRO                             |
| Entre Ríos          | Gabriela Mabel Lena                  |       | UCR                             |
| Entre Ríos          | Blanca Inés Osuna                    |       | Frente de Todos                 |
| Formosa             | Ricardo Buryaile                     |       | UCR                             |
| Formosa             | Nelly Ramona Daldovo                 |       | Frente de Todos                 |
| Formosa             | María Graciela Parola                |       | Frente de Todos                 |
| Jujuy               | Daniel Julio Ferreyra                |       | Frente de Todos                 |
| Jujuy               | María Carolina Moisés                |       | Frente de Todos                 |
| Jujuy               | Jorge Raúl Rizzotti                  |       | UCR                             |
| La Pampa            | Martín Antonio Berhongaray           |       | UCR                             |
| La Pampa            | Hernán Pérez Araujo                  |       | Frente de Todos                 |
| La Rioja            | Hilda Clelia Aguirre de Soria        |       | Frente de Todos                 |
| La Rioja            | Diego Felipe Álvarez                 |       | SER – We Are Energy to Renovate |
| Mendoza             | Omar Bruno De Marchi                 |       | PRO                             |
| Mendoza             | Lisandro Nieri                       |       | UCR                             |
| Mendoza             | Jimena Latorre                       |       | UCR                             |
| Mendoza             | Eber Albano Pérez Plaza              |       | Frente de Todos                 |
| Mendoza             | Marisa Lourdes Uceda                 |       | Frente de Todos                 |
| Misiones            | Héctor Orlando "Cacho" Bárbaro       |       | Frente de Todos                 |
| Misiones            | María Cristina Brítez                |       | Frente de Todos                 |
| Misiones            | Diego Horacio Sartori                |       | Misiones Front for Concord      |
| Misiones            | Alfredo Oscar Schiavoni              |       | PRO                             |
| Neuquén             | Guillermo Oscar Carnaghi             |       | Frente de Todos                 |
| Neuquén             | Francisco Sánchez                    |       | PRO                             |
| Neuquén             | Pedro Cristian Dantas                |       | Frente de Todos                 |
| Río Negro           | Luis Di Giacomo                      |       | Together We Are Río Negro       |
| Río Negro           | Susana Graciela Landriscini          |       | Frente de Todos                 |
| Salta               | Lía Verónica Caliva                  |       | Frente de Todos                 |
| Salta               | Virginia María Cornejo               |       | PRO                             |
| Salta               | Lucas Javier Godoy                   |       | Frente de Todos                 |
| Salta               | Miguel Nanni Valero                  |       | UCR                             |
| San Juan            | Graciela María Caselles              |       | Frente de Todos                 |
| San Juan            | José Luis Gioja                      |       | Frente de Todos                 |
| San Juan            | Humberto Marcelo Orrego              |       | Production and Labour           |
| San Luis            | Alejandro Cacace                     |       | Radical Evolution               |
| San Luis            | Carlos Ybrhain Ponce                 |       | Frente de Todos                 |
| Santa Cruz          | Jorge Guillermo Verón                |       | Frente de Todos                 |
| Santa Cruz          | Marcela Paola Vessvessian            |       | Frente de Todos                 |
| Santa Fe            | Federico Angelini                    |       | PRO                             |
| Santa Fe            | Laura Carolina Castets               |       | Civic Coalition                 |
| Santa Fe            | Marcos Cleri                         |       | Frente de Todos                 |
| Santa Fe            | Enrique Eloy Estévez                 |       | Socialist Party                 |
| Santa Fe            | Ximena García                        |       | UCR                             |
| Santa Fe            | Juan Martín                          |       | UCR                             |
| Santa Fe            | Germán Pedro Martínez                |       | Frente de Todos                 |
| Santa Fe            | Vanesa Massetani                     |       | Frente de Todos                 |
| Santa Fe            | José Carlos Núñez                    |       | PRO                             |
| Santa Fe            | Alejandra del Huerto Obeid           |       | Frente de Todos                 |
| Santiago del Estero | Daniel Agustín Brue                  |       | Frente de Todos                 |
| Santiago del Estero | Ricardo Daniel Daives                |       | Frente de Todos                 |
| Santiago del Estero | Graciela Navarro                     |       | Frente de Todos                 |
| Santiago del Estero | Estela Mary Neder                    |       | Frente de Todos                 |
| Tierra del Fuego    | Rosana Andrea Bertone                |       | Frente de Todos                 |
| Tierra del Fuego    | Mabel Luisa Caparrós                 |       | Frente de Todos                 |
| Tierra del Fuego    | Federico Frigerio                    |       | PRO                             |
| Tucumán             | Domingo Luis Amaya                   |       | Federal Encounter               |
| Tucumán             | Lidia Inés Ascárate                  |       | UCR                             |
| Tucumán             | Nilda Mabel Carrizo                  |       | Frente de Todos                 |
| Tucumán             | Carlos Aníbal Cisneros               |       | Frente de Todos                 |
| Tucumán             | Mario Alberto Leito                  |       | Frente de Todos                 |

### Senado
Os 72 membros do Senado são eleitos nos mesmos 24 círculos eleitorais, com três assentos em cada um. O partido que receber mais votos em cada círculo eleitoral ganha duas cadeiras, com a terceira cadeira concedida ao segundo colocado. As eleições de 2023 terão um terço dos senadores renovados, com oito províncias elegendo três senadores para um mandato de 6 anos; Buenos Aires, Formosa, Jujuy, La Rioja, Misiones, San Juan, San Luis e Santa Cruz.
| Senadores cessantes | Senadores cessantes                | Senadores cessantes | Senadores cessantes       |
| Província           | Senador                            | Festa               | Festa                     |
| ------------------- | ---------------------------------- | ------------------- | ------------------------- |
| Buenos Aires        | José María Torello                 |                     | PRÓ                       |
| Buenos Aires        | Gladys González                    |                     | PRÓ                       |
| Buenos Aires        | Juliana Di Tullio                  |                     | Frente de Todos           |
| Formosa             | María Teresa Margarita González    |                     | Frente de Todos           |
| Formosa             | José Miguel Ángel Mayans           |                     | Frente de Todos           |
| Formosa             | Luis Carlos Petcoff Naidenoff      |                     | União Cívica Radical      |
| Jujuy               | Mario Raymundo Fiad                |                     | União Cívica Radical      |
| Jujuy               | Silvia del Rosario Giacoppo        |                     | União Cívica Radical      |
| Jujuy               | Guillermo Eugenio Mario Snopek     |                     | Frente de Todos           |
| La Rioja            | Ricardo Antonio Guerra             |                     | Frente de Todos           |
| La Rioja            | Julio César Martínez               |                     | União Cívica Radical      |
| La Rioja            | María Clara del Valle Vega         |                     | Temos um Futuro Argentina |
| missões             | Maurice Fabián Closs               |                     | Frente de Todos           |
| missões             | Humberto Luis Arturo Schiavoni     |                     | PRÓ                       |
| missões             | Magdalena Solari Quintana          |                     | missões                   |
| São João            | Roberto Gustavo Basualdo           |                     | Produção e mão de obra    |
| São João            | Cristina del Carmen López Valverde |                     | Frente de Todos           |
| São João            | José Rubén Uñac                    |                     | Frente de Todos           |
| San Luis            | María Eugenia Catalfamo            |                     | Frente de Todos           |
| San Luis            | Gabriela González Riollo           |                     | PRÓ                       |
| San Luis            | Adolfo Rodríguez Saá               |                     | Frente de Todos           |
| Santa Cruz          | Eduardo Raúl Costa                 |                     | União Cívica Radical      |
| Santa Cruz          | Ana María Ianni                    |                     | Frente de Todos           |
| Santa Cruz          | María Belén Tapia                  |                     | União Cívica Radical      |